# ریتا مازوکلتی
ریتا مازوکلتی (انگلیسی: Rita Mažukelytė؛ زادهٔ ۱۸ سپتامبر ۱۹۸۵) بازیکن فوتبال اهل لیتوانی است.
وی همچنین در تیم ملی فوتبال Lithuania بازی کرده‌است.